# Have a Drink on Me
Have a Drink on Me е песен на австралийската хардрок група Ей Си/Ди Си (AC/DC). Парчето е осмо под ред в албума Back in Black, издаден през 1980 г. Както повечето песни от аблума, Have a Drink on Me е написана в памет на бившия вокалист Бон Скот. Текстът на песента е написан от братята Йънг, с помощта на новия вокалист Брайън Джонсън.

## Състав
- Брайън Джонсън – вокали
- Ангъс Йънг – соло китара
- Малкълм Йънг – ритъм китара, беквокали
- Клиф Уилямс – бас китара, беквокали
- Фил Ръд – барабани

- Продуцент – Джон „Мът“ Ланг (John Mutt Lange)